# WEC 52
O WEC 52: Faber vs. Mizugaki foi um evento de MMA, ocorrido no The Pearl at The Palms em Paradise, Nevada nos Estados Unidos.

## Background
A luta entre Bart Palaszewski e Kamal Shalorus era esperada para acontecer nesse evento, mais devido a uma lesão na mão de Shalorus, a luta foi marcada para o WEC 53.
Brian Bowles era esperado para enfrentar Wagnney Fabiano no evento, mais foi forçado a se retirar devido a uma lesão e foi substituída por Joseph Benavidez.
Eddie Wineland enfrentaria Damacio Page, mas se machucou e foi substituído por Demetrious Johnson.
Josh Grispi era esperado para enfrentar Erik Koch nesse evento, mais foi retirado do evento para lutar pelo cinturão contra José Aldo no UFC 125.

## Card do Evento

### Card Preliminar
- Luta de Peso Pena:  Yves Jabouin vs.  Brandon Visher

Jabouin venceu por Decisão Unânime (30–27, 30–27 e 30–27).
- Luta de Peso Pena:  Cub Swanson vs.  Mackens Semerzier

Swanson venceu por Decisão Dividida (29–28, 28–29 e 29–28). Essa luta foi ao ar após a luta entre Koch vs. Rivera.
- Luta de Peso Galo:  Clint Godfrey vs.  Michael McDonald

McDonald venceu por Finalização (chave de braço) aos 2:42 do primeiro round.
- Luta de Peso Leve:  Zach Micklewright vs.  Dustin Poirier

Poirier venceu por Nocaute Técnico (socos) aos 0:53 do primeiro round.
- Luta de Peso Leve:  Anthony Njokuani vs.  Edward Faaloloto

Njokuani venceu por Nocaute Técnico (cotovelada) aos 4:54 do segundo round.
- Luta de Peso Pena:  Raphael Assunção vs.  LC Davis

Assunção venceu por Decisão Unânime (30–27, 30–27 e 30–27).

### Card Principal
- Luta de Peso Galo:  Damacio Page vs.  Demetrious Johnson

Johnson venceu por Finalização (guilhotina) aos 2:27 do terceiro round.
- Luta de Peso Galo:  Joseph Benavidez vs.  Wagnney Fabiano

Benavidez venceu por Finalização (guilhotina) aos 2:45 do segundo round.
- Luta de Peso Pena:  Erik Koch vs.  Francisco Rivera

Koch venceu por Nocaute Técnico (golpes) aos 1:36 do primeiro round.
- Luta de Peso Pena:  Chad Mendes vs.  Javier Vazquez

Mendes venceu por Decisão Unânime (30–27, 30–27 e 30–27)
- Luta de Peso Galo:  Urijah Faber vs.  Takeya Mizugaki

Faber venceu por Finalização (mata leão) aos 4:50 do primeiro round.